# Long Island Sound
Long Island Sound è un canale naturale dell'Oceano Atlantico nord-occidentale compreso tra la costa del Nord America e Long Island in prossimità della città di New York.

## Geografia
Il canale marino è compreso tra la costa dello Stato americano del Connecticut a nord e l'isola di Long Island a sud. A nord-ovest è delimitato dalla costa delle contee di Westchester e del Bronx dello Stato di New York. A sud-ovest tramite l'East River comunica con la baia di New York e l'estuario del fiume Hudson. Ad oriente tramite il Block Island Sound comunica con l'Oceano Atlantico.
Ha una lunghezza di circa 145 km e un'ampiezza che va dai 5 ai 32 km. La profondità media è di 20 metri con una profondità massima di 45 metri. Il fiume principale che vi sfocia da nord è il fiume Connecticut. Altri fiumi che vi sfociano lungo la costa del Connecticut sono il Thames e l'Housatonic. Le coste che si affacciano sul Long Island Sound sono basse e sabbiose.
Le maggiori città che vi si affacciano sulla costa del Connecticut sono da est a ovest: New London, New Haven, Bridgeport, Stamford e Greenwich. A nord-ovest la costa della contea di Westchester è densamente popolata. Il Long Island Sound bagna la città di New York ad ovest, dove è situato il borough del Bronx, e a sud-ovest dove si affaccia il Queens.

## Storia
Il primo europeo a navigare nel Long Island Sound fu il mercante olandese Adriaen Block che nel 1614 a bordo della Onrust da Manhattan risalì l'East River ed entrò nel Long Island Sound. Ne costeggiò la costa settentrionale risalendo l'estuario dell'Housatonic ed il fiume Connecticut fino all'attuale città di Hartford. All'uscita del canale marino riscoprì e diede il nome all'isola di Block (che già era stata avvistata da Giovanni da Verrazzano nel 1524).
Nel periodo coloniale il Long Island Sound venne chiamato The Devil's Belt ("La cintura del diavolo").

## Vie di comunicazione
Il Long Island Sound è un braccio di mare molto trafficato. Esiste un servizio di navi traghetto che collega Port Jefferson nella contea di Suffolk dello Stato di New York con Bridgeport nel Connecticut. Più ad est esiste un collegamento tramite navi traghetto tra Orient Point, villaggio posto all'estremità nord-orientale dell'isola di Long Island con New London nel Connecticut.
All'estremità sud-occidentale del canale, dove le sue acque incontrano quelle dell'East River, è stato costruito il ponte Throgs Neck Bridge inaugurato nel 1961 che collega il Queens con il Bronx.